# 伊達宗直
伊達 宗直（だて むねなお）は、江戸時代前期の武士。陸奥国仙台藩一門第三席・水沢伊達家3代（留守氏20代）当主。

## 生涯
寛永3年（1626年）、水沢伊達家2代当主・伊達宗利の嫡男として誕生。
寛永15年（1638年）8月、父・宗利の死去に伴い13歳で家督を相続し、水沢城主となる。寛永21年（1644年）、寛永検地の結果を受けて3,000石を加増され、知行高が13,000石となる。宗直は、宗利が進めていた水沢城下町の整備を引き継ぐと共に、キリシタンからの改宗を拒んで仙台藩から出奔した福原館主・後藤寿庵の旧臣87人を家中に加えて新田開発に従事させるなど（福原足軽）、水沢領の本格的な開発に取り組んだ。その結果、寛文2年（1662年）6月10日には切添新田（拡張開墾地）として1,277石が加増された。
寛文3年（1663年）5月3日死去。享年38。嫡男・宗景が家督を相続した。

## 系譜
- 父：伊達宗利（1590-1638）
- 母：多与 - 小野勝久の娘
- 正室：伊達定宗の娘
  - 長男：伊達宗景（1651-1675）
- 生母不明の子女
  - 男子：猿松 - 夭逝